# Pittosporum multiflorum
Pittosporum multiflorum är en tvåhjärtbladig växtart som först beskrevs av Allan Cunningham och London, och fick sitt nu gällande namn av L.W. Cayzer, M.D. Crisp och I.R.H. Telford. Pittosporum multiflorum ingår i släktet Pittosporum och familjen Pittosporaceae. Inga underarter finns listade.

## Bildgalleri

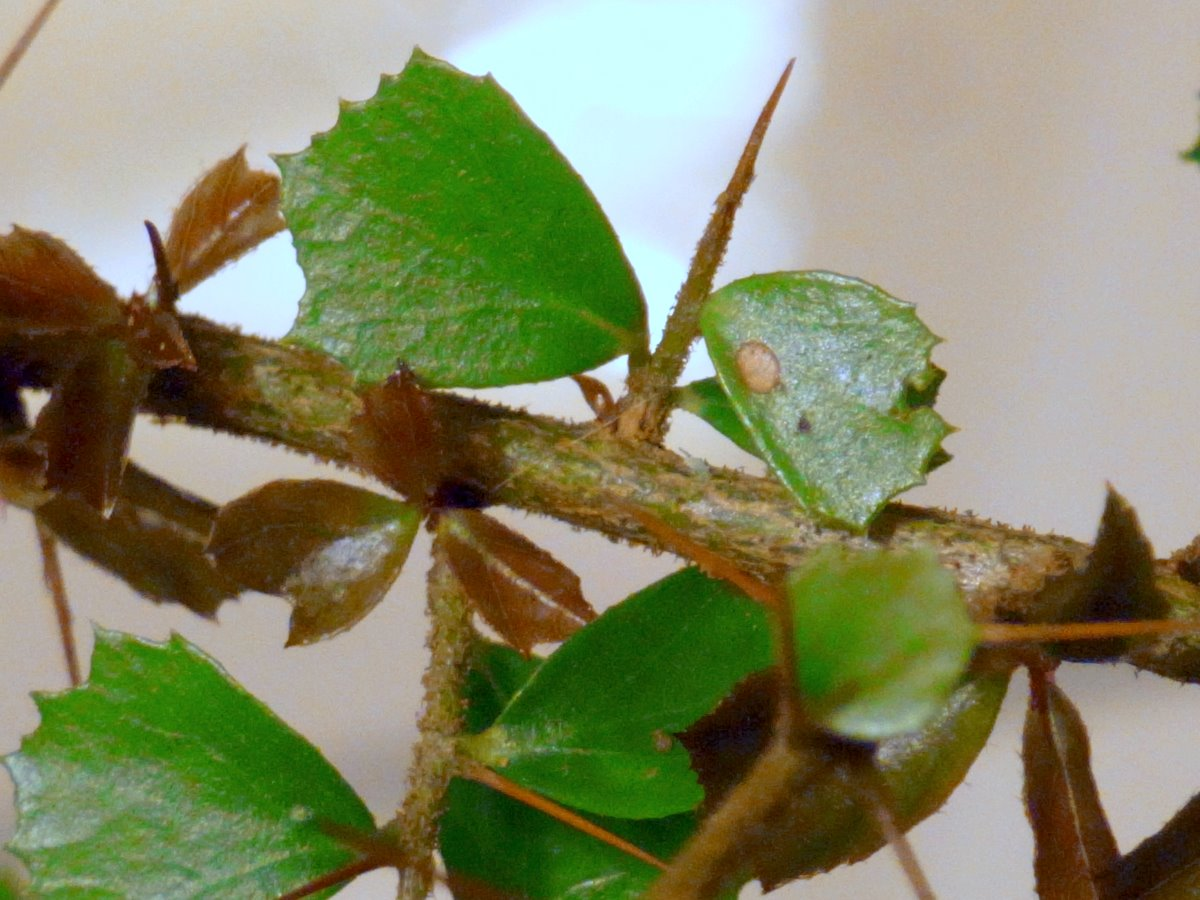
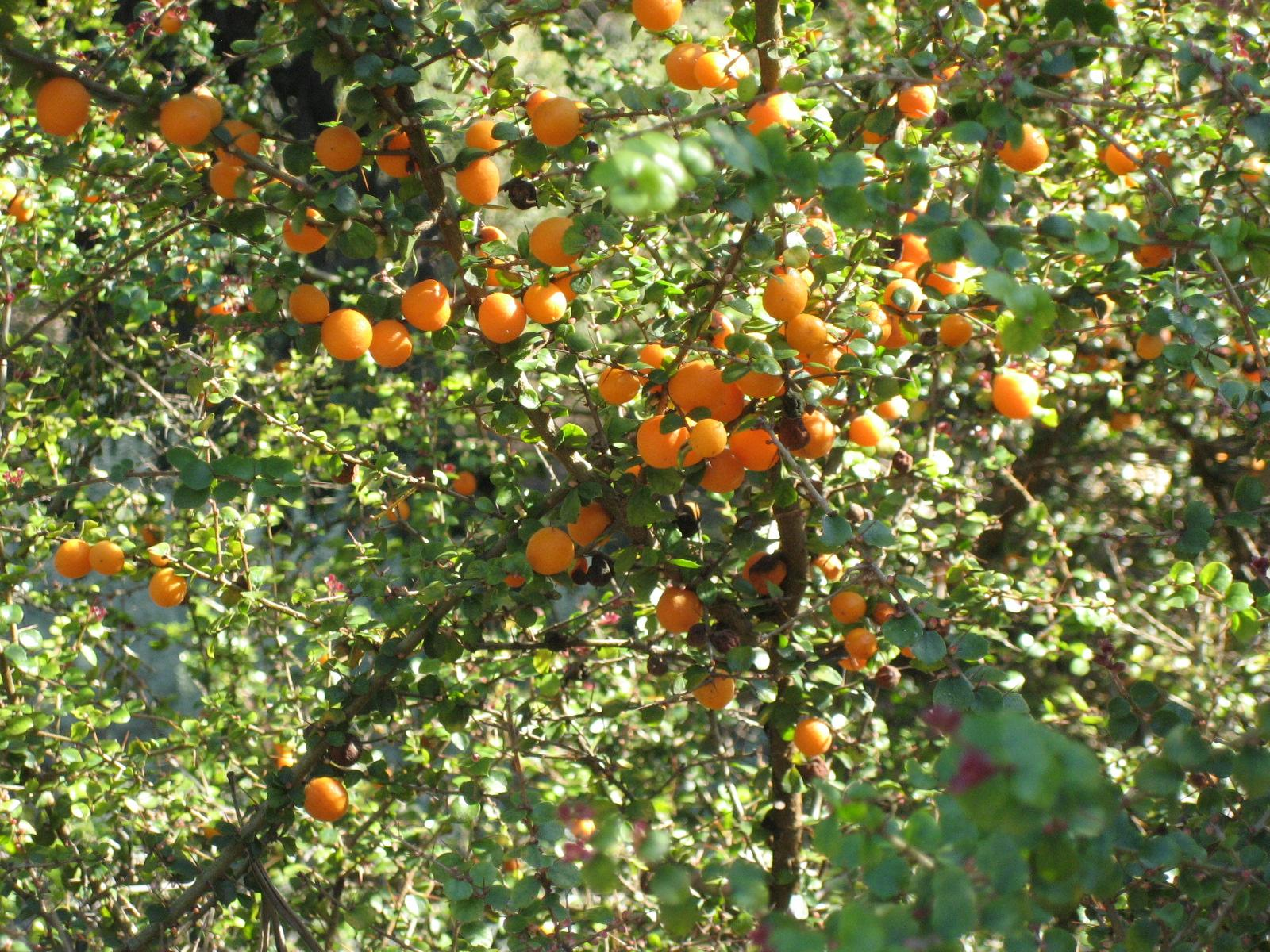